# 삭방자사부
삭방자사부(朔方刺史部)는 삭방현(朔方縣, 현재의 내몽골 자치구 어얼둬쓰 시 일대) 일대에 존재한 중국 역사상의 옛 행정 구역이며, 후한 이후에는 병주에 편입되었다.

## 군 · 군국

### 전한
삭방군(朔方郡) · 오원군(五原郡) · 서하군(西河郡) · 상군(上郡) · 북지군(北地郡)